# Lekkoatletyka na Letnich Igrzyskach Paraolimpijskich 2012 – 200 metrów T35 kobiet
W biegu na 200 metrów kl. T35 kobiet podczas Letnich Igrzysk Paraolimpijskich 2012 rywalizowało ze sobą 8 zawodniczek. W konkursie udział wzięły zawodniczki z porażeniem mózgowym, posiadające problemy z poruszaniem się.

## Wyniki

### Finał
| Miejsce | Zawodniczka                   | Państwo         | Czas  | Uwagi |
| ------- | ----------------------------- | --------------- | ----- | ----- |
|         | Liu Ping                      | Chiny           | 32.72 |       |
|         | Oxana Corso                   | Włochy          | 33.68 | ER    |
|         | Virginia McLachlan            | Kanada          | 34.31 | AM    |
| 4.      | Sophia Warner                 | Wielka Brytania | 35.25 | PB    |
| 5.      | Anna Luxova                   | Czechy          | 35.43 | PB    |
| 6.      | Erinn Walters                 | Australia       | 36.31 |       |
| 7.      | Rachael Dodds                 | Australia       | 36.75 |       |
| 8.      | Fatima Del Rocio Perez Garcia | Meksyk          | 37.60 |       |